# 財政学
財政学（ざいせいがく、英: public finance、仏: science des finances、独: Finanzwissenschaft）は、学問の分野の一つで、財政に関して研究するものである。現在では経済学の一分野、極端な見方では公共経済学と同義とするものまである。もともとは官房学と古典派経済学の影響を受けてドイツにて発展したものである。

## 官房学と古典派経済学の融合
古典派経済学の立場から財政を説いたのがアダム・スミスである。彼は見えざる手の語でも知られるとおり、夜警国家観の持ち主であった。
スミスは次の4つの課税原則を唱えた。
- 公平の原則
- 明確の原則（明確な規定によること）
- 便宜の原則（便宜な時期と方法によること）
- 徴税費最小の原則

古典派経済学の研究成果はドイツにも伝播した。カール・ラウは、ドイツ官房学に古典派経済学を取り込むことで、財政学を経済学とは別個の学問として位置づけた。

### ワグナーの財政学
ラウの財政学は、アドルフ・ワグナーによって発展を見ることになる。
ローレンツ・フォン・シュタイン、アルベルト・シェフレ、アドルフ・ワグナーによってドイツ正統派の財政学が完成することになる。

### 財政社会学
ヨーゼフ・シュンペーターは、財政社会学の構想を持っていた。彼は『租税国家の危機』において、マルクス主義財政学者ゴルトシャイトの財政社会学構想を評価し、ついでその中で近代国家が租税国家であることを明言した。
日本でもこの立場の財政学者として、神野直彦、金子勝、大島通義、池上岳彦、アンドリュー・デウィット（カナダ出身）、井手英策などを挙げることができる。

### スウェーデン学派の財政学
クヌート・ヴィクセルを祖とするスウェーデン学派が有名である。ヴィクセルは1896年に著した『財政理論研究』で課税理論の研究を行なった。マルギット・カッセル（グスタフ・カッセルの子）はゲルハルト・コルムらと新経済学派の財政学でドイツ経済学と古典派経済学の融合から著作を残している。

### マスグレイブの公共経済学とブキャナンの公共選択論
現代の財政思想を構築したのはリチャード・マスグレイブとジェームズ・M・ブキャナンとされる。マスグレイブはケインズ経済学におけるフィスカル・ポリシーを軸とした新古典派総合の財政学を構築した。
一方、ブキャナンは公共選択論により、政治の力などが結果として政府の財政赤字を拡大させるなどの主張を行ない、「小さな政府」論を支持している。

## 財政学の対象
財政学が対象にするのは、政府の経済活動である。政府の役割は、政治、外交、軍事、警察、社会保障等多岐に渡るが、これらを遂行するには財源が必要である。そこで、その資金を調達するためにはどのようにしたらいいのか、効果的な支出を行なうためにはどうすればよいのかなどが問題となってくる。

## 財政学で扱う内容
- 政府支出
  - 財政政策
  - 公共財
  - 政治過程の分析（公共選択、足による投票の理論など）
- 租税
  - 直接税と間接税
  - 所得の再分配
- 公債
  - 公債の負担は誰に帰着するのか。
- 政府間財政
  - 国から地方への税源の移譲

## ｢量入制出｣と｢量出制入」
日本において、消費税や所得税の議論が活発になるとしばしば引用される。
- ｢量入制出｣（税の歳入を予測してから歳出を決める）
一般には民主主義的といわれる。
財政難を克服しようとする場合には、まず需要の優先順位の低い案件から削減し、税収増につながり、かつ効率的な予算配分を考える。「民」が賢ければ合成の誤謬となり、景気の過度な減速を起こすとされるが、また「民」が賢ければこれを認識し無理なく「増税」を容認するものとされる。この合成の誤謬を最小限度に抑えるために地方の財政的自立を提唱する研究者がいる。
また、「民」が賢ければ過去の行動を学習し、新たな地平へスライドし、革新を産むとの見方もある。
しかし、激しい国際競争の下では、この考え方に耐えられるかが問題である。

- ｢量出制入」（税の歳出を決めてから歳入を決める）
一般には権威主義あるいは貴族主義的といわれる。
ただし、民主主義が急進した場合や利益団体の影響が強い場合は、財政が膨張し、市場を歪める。
財政難を「増税」や「将来の増税を想起させるような政府支出の増大」で克服しようとする場合、「ハーヴェイロードの前提」に似た賢人のような特性を持ちえていると民意へ説得できるような「政府」が必要である。

これらの経済観・財政理論は、国家観や金融政策、税と保険、短期と長期などの様々な要素が入り込むとより複雑となる。どちらかが絶対的に正しいという類のものではないのではないかといわれることもある。
財務省の主税局と主計局との間でも意見の相違がある。また、主税局内においても意見の相違がある。